# Recode
Recode (estilizado como recode; anteriormente Re/code) era un sitio web de noticias tecnológicas que se centraba en los negocios de Silicon Valley. Walt Mossberg y Kara Swisher lo fundaron en enero de 2014, después de dejar Dow Jones y el sitio web similar que habían cofundado anteriormente, All Things Digital. Vox Media adquirió Recode en mayo de 2015 y, en mayo de 2019, el sitio web de Recode se integró en Vox. El 6 de marzo de 2023, Vox Media anunció que para que las distintas submarcas de Vox sean menos confusas para sus lectores, retirará la marca Recode, pero continuará con su misión de explicar cuestiones complejas relacionadas con la tecnología a sus lectores bajo la marca Vox unificada.

## Historia

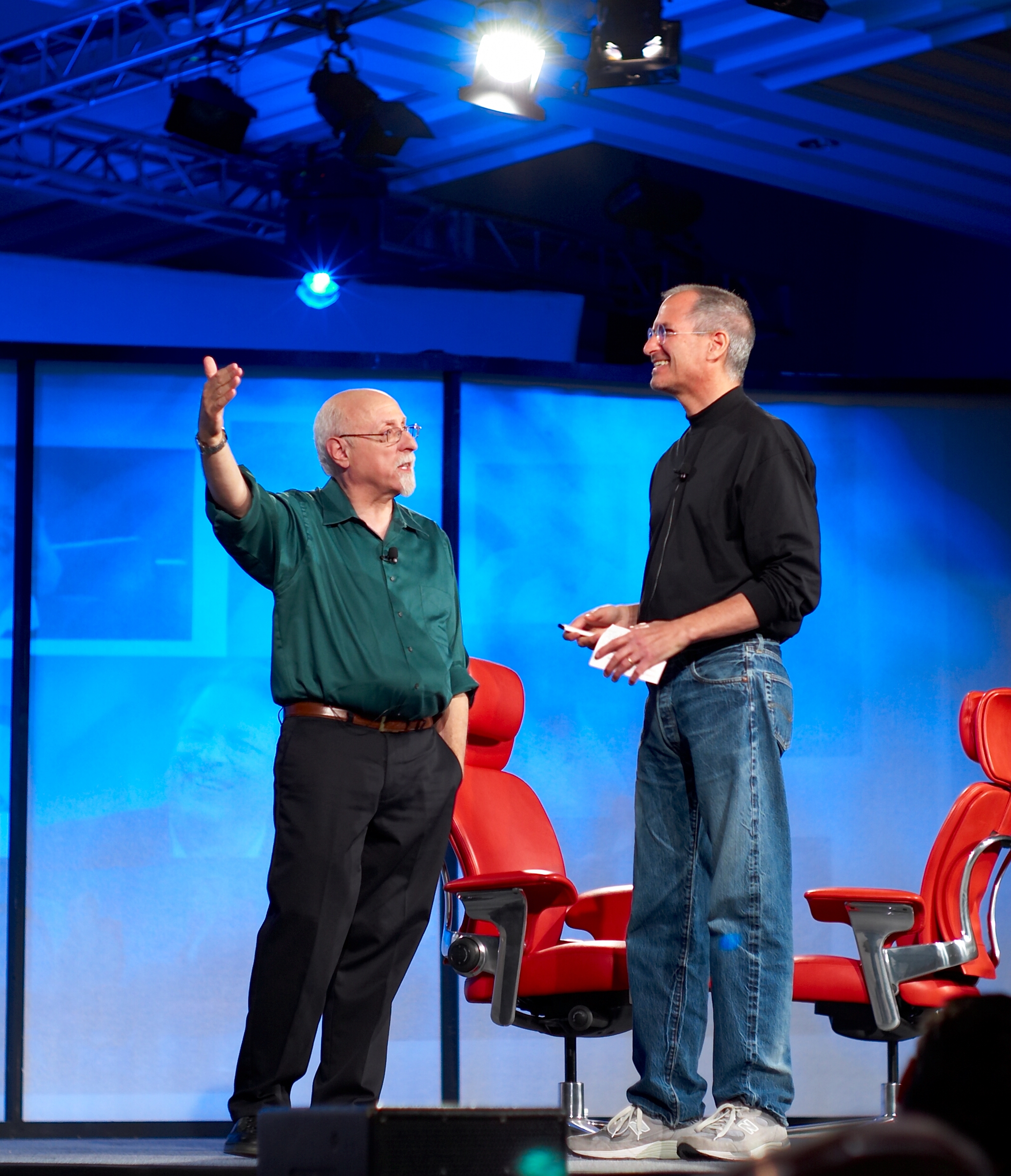
Mossberg con Steve Jobs, 2007.

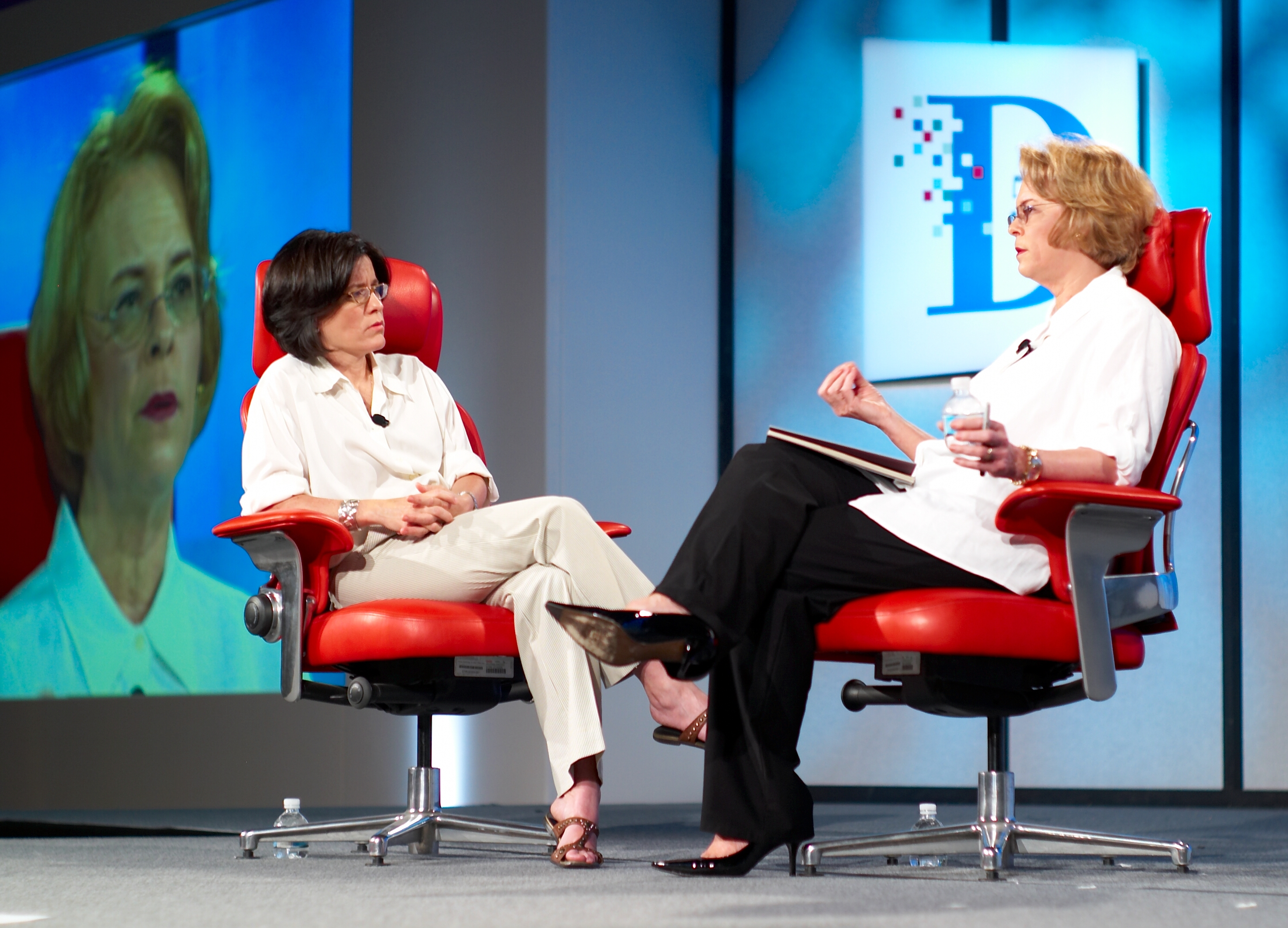
Swisher entrevista a Ann Moore, 2007.

En septiembre de 2013, los periodistas de tecnología Walt Mossberg y Kara Swisher abandonaron All Things Digital, el sitio de noticias de tecnología que habían fundado y desarrollado para Dow Jones y News Corp. Mossberg dejó The Wall Street Journal a finales de año, dejando atrás una popular columna semanal de tecnología. Los dos lanzaron su nuevo sitio web independiente de noticias sobre tecnología, Recode, el 1 de enero de 2014. Su holding, Revere Digital, recibió inversiones minoritarias de NBCUniversal y Windsor Media de Terry Semel. La inversión total se estimó entre 10 y 15 millones de dólares. Mossberg y Swisher poseían la mayoría de las acciones de la empresa y destacaron su cómoda situación financiera. Recode también brindó cobertura de tecnología de punta para NBCUniversal y recibió recursos de video y exposición a cambio a través de una asociación formal. Mossberg vio la inversión como una oportunidad para implementar nuevas formas de cubrir el campo tecnológico y planeó incorporar seis empleados en política tecnológica y temas móviles. La asociación con CNBC también exploró nuevos esfuerzos publicitarios y espacio de oficinas compartido. En el lanzamiento, el equipo de 23 personas incluía a todos los exmiembros de All Things Digital. El personal también recibió acciones de la empresa.
Mossberg y Swisher planearon continuar con su destacada conferencia anual All Things Digital, a la que rebautizaron como conferencia «Code» y programada para la misma hora y lugar: finales de mayo en Terranea Resort en Rancho Palos Verdes, California. Recode también mantuvo planes para continuar con sus conferencias móviles y de medios separadas. CNBC se convirtió en socio de estas conferencias. Un equipo a tiempo parcial de 12 empleados dirige las conferencias.
El sitio se ganó la reputación de ofrecer noticias de última hora sobre la industria tecnológica, pero finalmente no alcanzó el nivel de popularidad que esperaba, con solo 1,5 millones de visitantes mensuales regulares. Vox Media adquirió el sitio web en mayo de 2015 en una medida que The New York Times describió como un reflejo del tumulto en el periodismo tecnológico en línea. Vox compró todas las acciones de la empresa, pero no se revelaron los detalles de la transacción. En el momento de la adquisición, Recode tenía 44 empleados y tres empleados adicionales por contrato. Se esperaba que se unieran a Vox. Mossberg y Swisher planeaban permanecer en el sitio web. Los dos quedaron impresionados con el alcance de audiencia de Vox Media. En comparación, el sitio web de noticias tecnológicas de Vox, The Verge, tuvo ocho veces más tráfico. No se esperaba que los alcances de los dos sitios se superpusieran con el énfasis de Recode en los negocios de la industria tecnológica y The Verge en «ser un nuevo tipo de publicación cultural». Un estudio interno encontró una superposición del tres por ciento en el contenido entre los dos sitios. Recode comenzó a publicar un pódcast en julio de 2015 llamado Recode Decode. El pódcast ganó el premio «Pódcast tecnológico del año» y «Podcast del año» en los premios Adweek Podcast Awards 2019.
El 8 de mayo de 2016, Recode se relanzó con un nuevo diseño bajo la dirección del editor en jefe Dan Frommer. En mayo de 2019, Recode se integró en el sitio web insignia de Vox Media, Vox, convirtiéndose en la columna Recode by Vox.

## Contenido
Como continúa de All Things Digital, Recode se centra en noticias sobre tecnología y medios digitales, particularmente las relacionadas con el negocio de Silicon Valley. El sitio también revisa nuevas empresas y hardware y software de consumo, y realiza informes originales.